# Ernes Merck

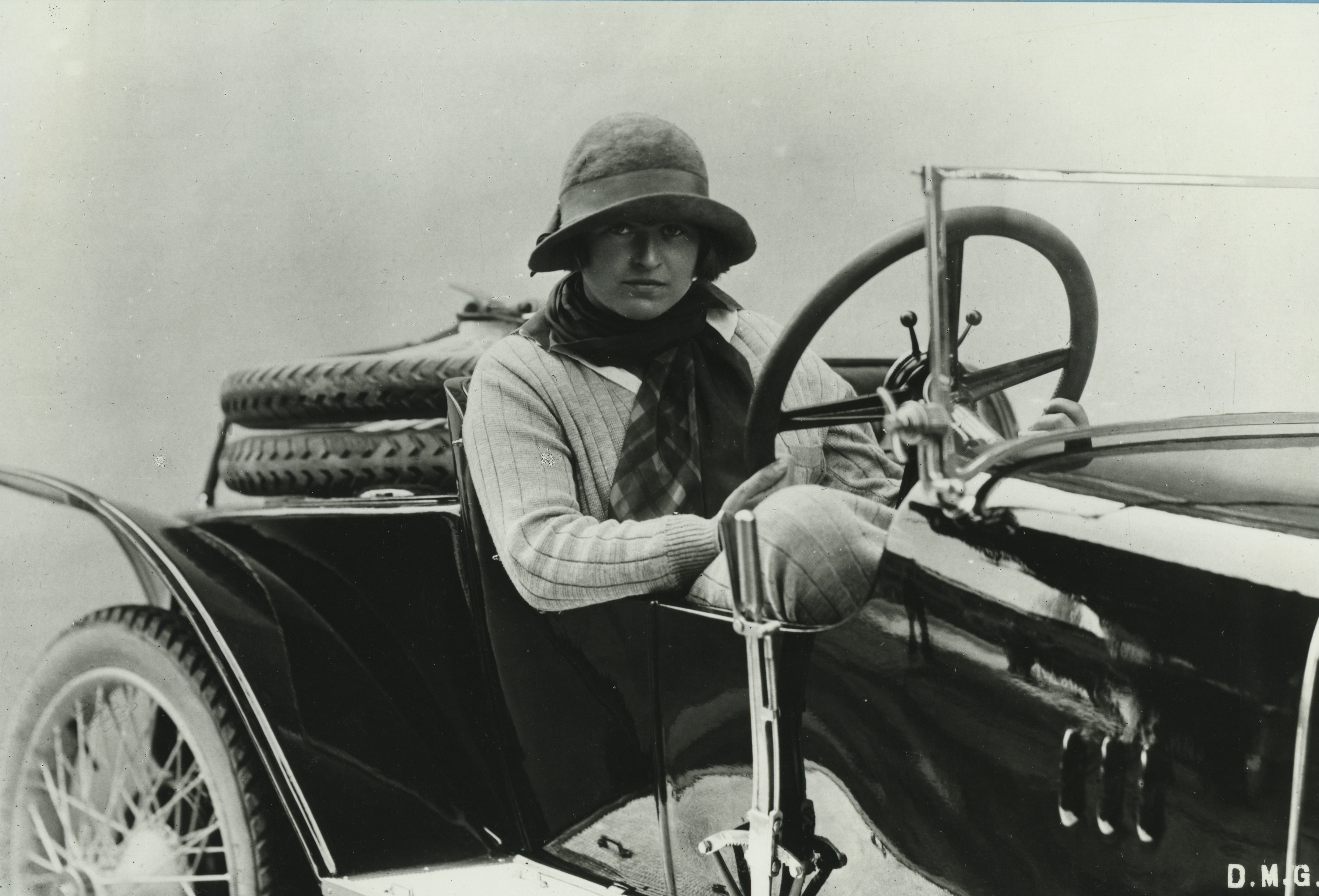
Ernes Merck (ca. 1924)

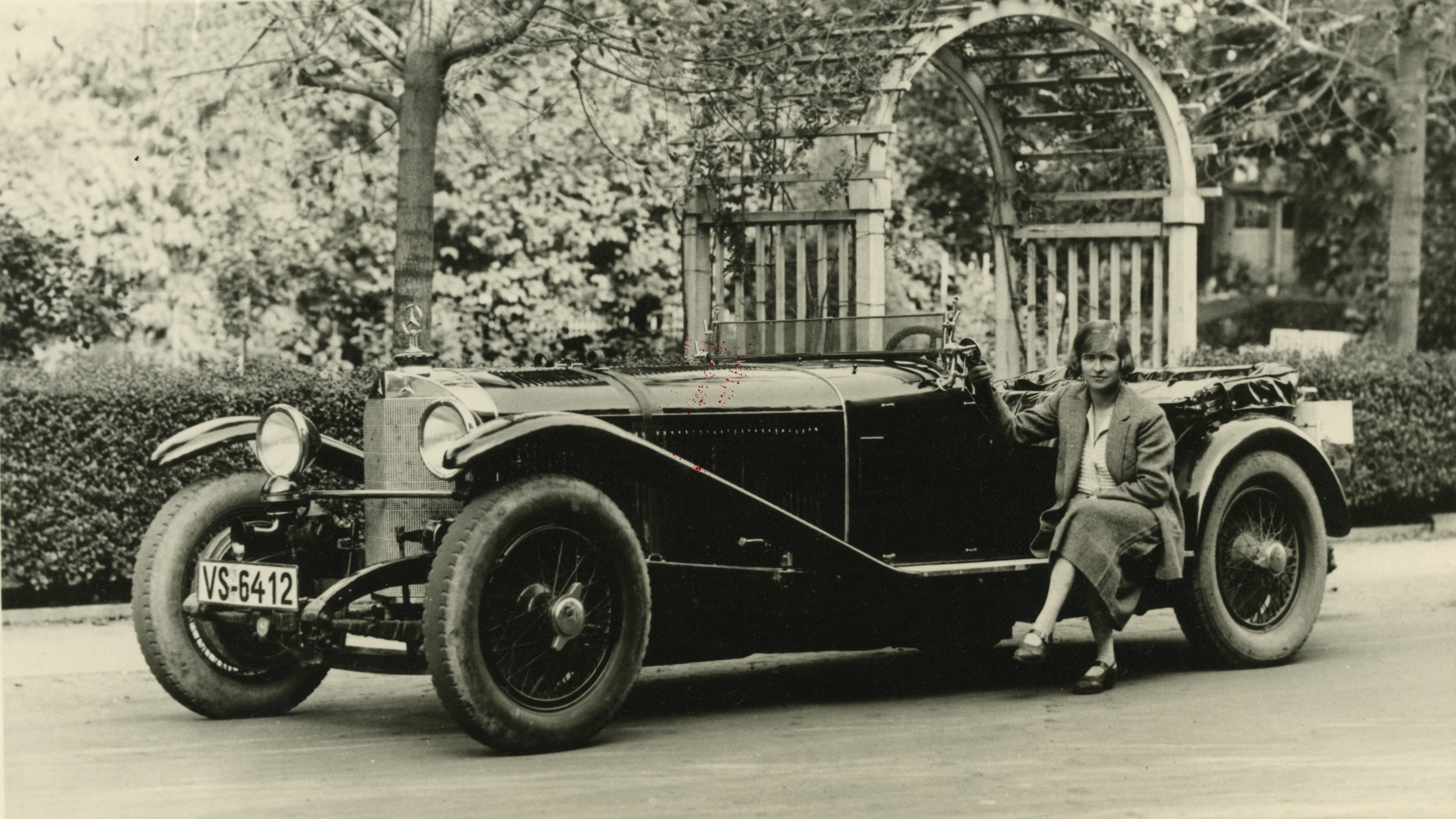
Ernes Merck (um 1923)

Ernestina Merck genannt Ernes Merck geb. Ernestina Rogalla von Bieberstein (* 2. Juli 1898 in Stolp, Pommern; † 25. November 1927 in Darmstadt) war eine deutsche Rennfahrerin.

## Leben und Erfolge

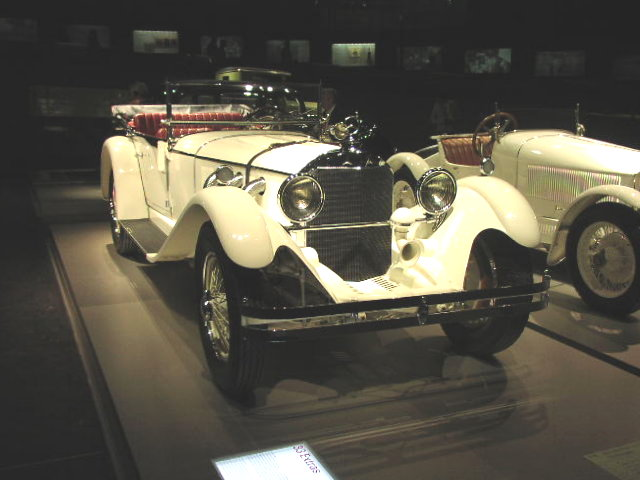
Ein Mercedes-Benz Typ S aus dem Jahr 1928

Ernes Rogalla von Bieberstein war die Tochter von Oberstleutnant a. D. Hans Rogalla von Bieberstein. Am 7. Oktober 1918 heiratete sie den Darmstädter Industriellen Wilhelm Merck (1893–1952), ein Mitglied der Eigentümerfamilie der Firma E. Merck. Wilhelm Merck war zudem Mitglied des Aufsichtsrates der Daimler-Benz AG. Durch ihren Ehemann Wilhelm kam Ernes Merck zum Motorsport. 1922 fuhr sie ihr erstes Rennen und kam an „ehrenhafter Position“ ins Ziel. Beim Baden-Badener Automobilturnier belegte sie im selben Jahr den 2. Rang auf Steiger. Danach wurde sie Mercedes-Werksfahrerin.

### Klausenrennen
1927 startete Merck beim Internationalen Klausenrennen in der Schweiz, das seinerzeit das populärste, längste und schwierigste Bergrennen der Welt war. Am 13. August belegte sie mit ihrem Mercedes-Benz Typ S in der Klasse von 5 bis 8 Liter Hubraum den dritten Platz. Lediglich Rudolf Caracciola und der Schweizer Hürlimann waren an diesem Tag in dieser Klasse am Klausen schneller. Am nächsten Tag startete sie in der Kategorie Tourenwagen. Hinter Caracciola und vor Hürlimann sowie ihrem Mann Wilhelm – der im baugleichen Fahrzeug fuhr und Vierter wurde – kam sie mit der zweitschnellsten Zeit ins Ziel. Fortan war Ernes Merck im Automobilsport eine Berühmtheit. Für das Publikum war die emanzipierte Fahrerin mit „Bubikopf und dem Rocksaum des Charlestonkleides knapp über dem Knie“ das Gesprächsthema. Darüber hinaus organisierte sie Weltfrauenkongresse und war als Fotografin in Afrika unterwegs. Am 6. September 1927 startete sie in Hetzbach im Odenwald beim Krähbergrennen.

### Frau in Rot
Ernes Merck fuhr in den 1920er Jahren als einzige Frau Profirennen. Für das Motiv der Frau in Rot diente sie Edward Cucuel 1928 als Vorlage. Cucuel signierte das Werbeplakat mit Cucuel Offelsmeyer. Es war in dieser Zeit eines der auffälligsten Werbeplakate. Die Grafik zeigt sie in einem roten Rennanzug vor einem Mercedes-Benz Typ S.
Am 3. Februar 1927 kam der Sohn von Ernes und Wilhelm Merck zur Welt. Peter Merck, ehemaliges Vorstandsmitglied der Merck KGaA, nahm selbst in den 1950er Jahren an zahlreichen Motorsportveranstaltungen teil, unter anderem der Rallye Monte Carlo 1956.
Am 25. November 1927, im Jahr ihrer größten Erfolge und der Geburt ihres Sohnes, nahm sich Ernes Merck in Darmstadt das Leben.
Bei der Namensvergabe der Edith-Kiss-Straße in Berlin-Friedrichshain, an der die Vertriebszentrale von Mercedes-Benz liegt, wurde im Jahr 2012 auch die Benennung der Straße nach Ernes Merck diskutiert, aber letztlich abgelehnt.